# Brasiliscincus
Brasiliscincus is een geslacht van hagedissen uit de familie skinken (Scincidae).

## Naam en indeling
De wetenschappelijke naam van de groep werd voor het eerst voorgesteld door Caitlin E. Conn en Stephen Blair Hedges in 2012. Er zijn drie soorten die vroeger tot het geslacht Mabuya werden gerekend.

## Verspreiding en habitat
Alle soorten komen voor in delen van Zuid-Amerika en endemisch leven in Brazilië. De wetenschappelijke naam Brasiliscincus is dan ook te vertalen als Brazilië-skinken. 

## Soorten
Het geslacht omvat de volgende soorten, met de auteur en het verspreidingsgebied.
| Naam                    | Auteur                 | Verspreidingsgebied |
| ----------------------- | ---------------------- | ------------------- |
| Brasiliscincus agilis   | Raddi, 1823            | Brazilië            |
| Brasiliscincus caissara | Reboucas-Spieker, 1974 | Brazilië            |
| Brasiliscincus heathi   | Schmidt & Inger, 1951  | Brazilië            |